# Euphorbia adjurana
Euphorbia adjurana es una especie de planta suculenta perteneciente a la familia de las euforbiáceas. Es originaria de África.

## Descripción
Es un pequeño árbol que alcanza los 4,5-7 m de altura, con un tronco simple marcado con cicatrices resultantes de las ramas caídas, el tronco se separa, a continuación, de forma ascendente  para formar una copa redondeada.

## Distribución y hábitat
Se encuentra en el Cuerno de África en Etiopía, Somalia y Kenia en los	márgenes de viejos campos (muy probablemente plantados); en las formaciones de gneis o colinas de basalto entre matorrales de Acacia y Commiphora; y en las montaña de granito, a una altitud de 700-1.800 metros. Es una planta de fácil cultivo.
Tiene una estrecha relación con Euphorbia kibwezensis.

## Taxonomía
Euphorbia adjurana fue descrito por P.R.O.Bally & S.Carter y publicado en Hooker's Icones Plantarum 39: t.3857. 1982.
Etimología
Euphorbia: nombre genérico que deriva del médico griego del rey Juba II de Mauritania (52 a 50 a. C. - 23), Euphorbus, en su honor – o en alusión a su gran vientre –  ya que usaba médicamente Euphorbia resinifera. En 1753 Carlos Linneo asignó el nombre a todo el género.
adjurana: epíteto